# Clarviziune
Clarviziunea este un fenomen bazat pe percepția extrasenzorială, de către o persoană, a unei serii de informații despre un anumit subiect (noțiuni, gânduri, stări emoționale, desfășurări de evenimente spațio-temporale), fiind într-o stare modificată a capacităților psiho-fiziologice (transă, hipnoză).
Este considerată pseudoștiință. În psihiatrie clarviziunea este considerată drept halucinație.

## În antroposofie
Rudolf Steiner, el însuși faimos drept clarvăzător, susținea că pentru un clarvăzător este ușor să confunde propria ființă emoțională și spirituală cu lumea spirituală obiectivă.

## Clarviziunea și lumea animală
Un sondaj realizat printre posesorii de animale din SUA și Marea Britanie a arătat că jumătate dintre stăpânii de câini și 30% dintre posesorii de pisici au declarat că animalele lor anticipează, cu mult înainte, sosirea membrilor familiei acasă indiferent de oră (nu un program fix).
Conform unora, această capacitate paranormală a fost sesizată și la anticiparea catastrofelor naturale.
Comportamentul agresiv al animalelor domestice și sălbatice înainte de astfel de fenomene naturale ar putea fi explicat de faptul că acestea au capacitatea de a simți vibrațiile de sub scoarța terestră și că pot detecta schimbările care au loc în subteran.
Cei care cred în capacitățile paranormale ale animalelor îi acuză pe etologi că refuză să studieze științific aceste fenomene și că ar considera acest subiect ca fiind tabu.